# Les Barbutins
Les Barbutins est une série de bande dessinée pour la jeunesse écrite par Irène Colas et dessinée par Frank Le Gall.

## Albums
- Delcourt, coll. « Jeunesse » :

1. La Rhino de Barbutin vert, 1999  (ISBN 2-84055-420-8)[1].
2. Les Ananas de Kilikili, 2000  (ISBN 2-84055-484-4).